# Lauderdale Lakes (Wisconsin)
Lauderdale Lakes es un lugar designado por el censo ubicado en el condado de Walworth en el estado estadounidense de Wisconsin. En el Censo de 2010 tenía una población de 1.172 habitantes y una densidad poblacional de 83,18 personas por km².

## Geografía
Lauderdale Lakes se encuentra ubicado en las coordenadas 42°46′16″N 88°34′43″O / 42.77111, -88.57861. Según la Oficina del Censo de los Estados Unidos, Lauderdale Lakes tiene una superficie total de 14.09 km², de la cual 11.13 km² corresponden a tierra firme y (21.03%) 2.96 km² es agua.

## Demografía
Según el censo de 2010, había 1.172 personas residiendo en Lauderdale Lakes. La densidad de población era de 83,18 hab./km². De los 1.172 habitantes, Lauderdale Lakes estaba compuesto por el 98.29% blancos, el 0% eran afroamericanos, el 0% eran amerindios, el 0.51% eran asiáticos, el 0% eran isleños del Pacífico, el 0.26% eran de otras razas y el 0.94% pertenecían a dos o más razas. Del total de la población el 3.07% eran hispanos o latinos de cualquier raza.